# ثابت فارادی
ثابت فارادی در فیزیک و شیمی به میزان بار الکتریکی موجود در یک مول الکترون گفته می‌شود.
ثابت فارادی به نام دانشمند بریتانیایی مایکل فارادی اسم گذاری شده است.
کاربرد این کمیت در محاسبات الکتروشیمیایی است در تعیین جرم ماده‌ای که روی یک الکترود لایه نشانی می‌گردد.
نماد آن {\displaystyle F} است که چنین رابطه‌ای دارد که در آن NA عدد آووگادرو و q بار الکترون می‌باشد: